# Nawada

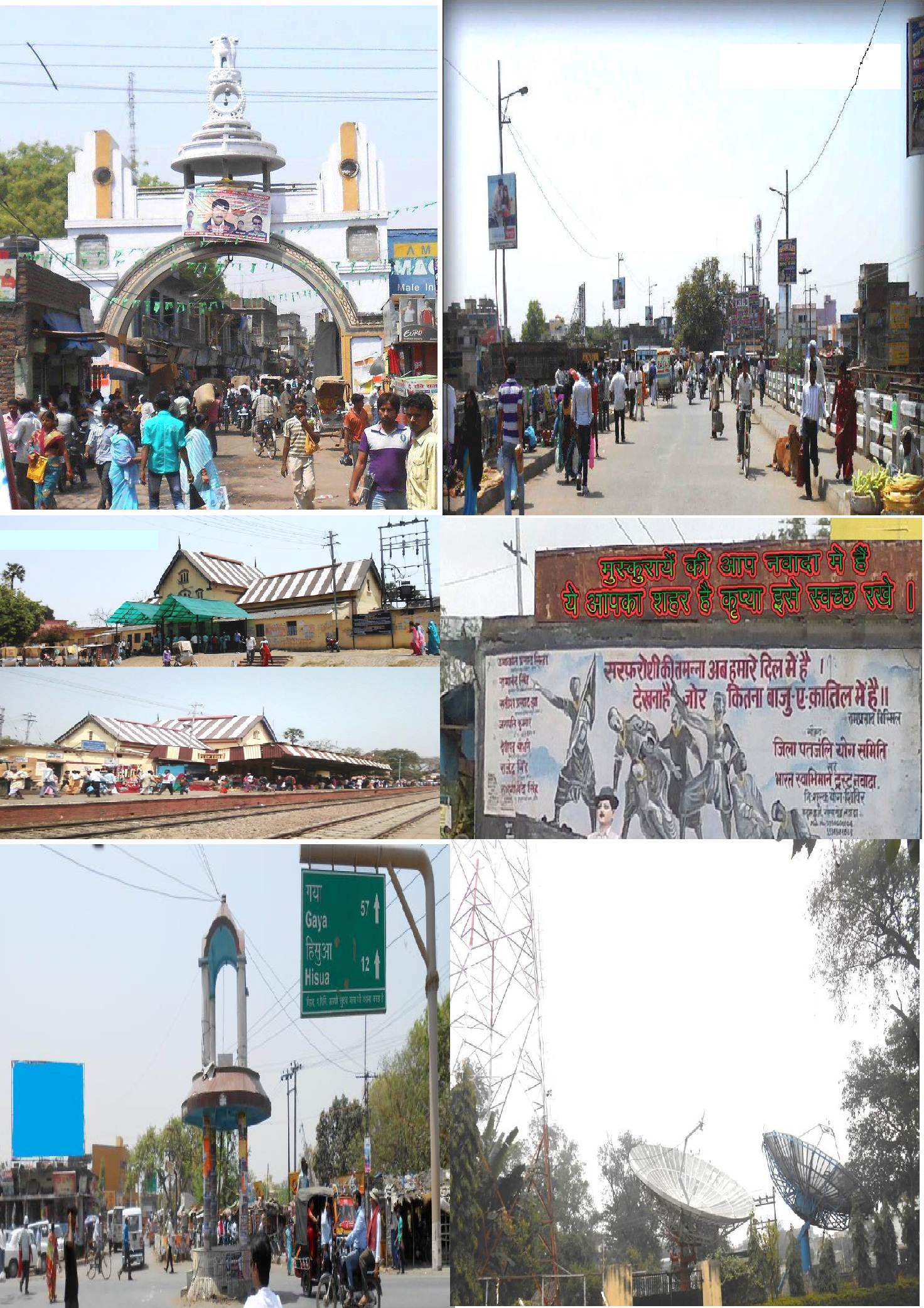
Olika motiv från Nawada.

Nawada är en stad i den indiska delstaten Bihar, och är huvudort för ett distrikt med samma namn. Folkmängden uppgick till 98 029 invånare vid folkräkningen 2011, med förorten Bhadauni totalt 118 768 invånare.